# WTA Palermo
Das WTA Palermo (offiziell: Palermo Ladies Open – Internazionali Femminili di Tennis) ist ein Damen-Tennisturnier der WTA Tour, das seit 1990 in der  sizilianischen Stadt Palermo auf Sandplätzen ausgetragen wird. 
Zur Saison 2014 wurde das Turnier zwischenzeitlich eingestellt, bei der WTA Tour 2019 allerdings wieder in das Programm aufgenommen.

## Siegerliste

### Einzel
| Jahr                            | Siegerin                | Finalgegnerin              | Ergebnis       |
| ------------------------------- | ----------------------- | -------------------------- | -------------- |
| ↓ Kategorie: Tier V ↓           |                         |                            |                |
| 1990                            | Isabel Cueto            | Barbara Paulus             | 6:2, 6:3       |
| 1991                            | Mary Pierce             | Sandra Cecchini            | 6:0, 6:3       |
| 1992                            | Mary Pierce             | Brenda Schultz             | 6:1, 6:7, 6:1  |
| ↓ Kategorie: Tier IV ↓          |                         |                            |                |
| 1993                            | Radka Bobková           | Mary Pierce                | 6:3, 6:2       |
| 1994                            | Irina Spîrlea           | Brenda Schultz             | 6:4, 1:6, 7:6  |
| 1995                            | Irina Spîrlea           | Sabine Hack                | 7:6, 6:2       |
| 1996                            | Barbara Schett          | Sabine Hack                | 6:3, 6:3       |
| 1997                            | Sandrine Testud         | Jelena Makarowa            | 7:5, 6:3       |
| 1998                            | Patty Schnyder          | Barbara Schett             | 6:1, 5:7, 6:2  |
| ↓ Kategorie: Tier IVa ↓         |                         |                            |                |
| 1999                            | Anastassija Myskina     | Ángeles Montolio           | 3:6, 7:64, 6:2 |
| ↓ Kategorie: Tier IVb ↓         |                         |                            |                |
| 2000                            | Henrieta Nagyová        | Pavlina Nola               | 6:3, 7:5       |
| ↓ Kategorie: Tier V ↓           |                         |                            |                |
| 2001                            | Anabel Medina Garrigues | Cristina Torrens Valero    | 6:4, 6:4       |
| 2002                            | Mariana Díaz-Oliva      | Wera Swonarjowa            | 6:76, 6:1, 6:3 |
| 2003                            | Dinara Safina           | Katarina Srebotnik         | 6:3, 6:4       |
| 2004                            | Anabel Medina Garrigues | Flavia Pennetta            | 6:4, 6:4       |
| ↓ Kategorie: Tier IV ↓          |                         |                            |                |
| 2005                            | Anabel Medina Garrigues | Klára Koukalová            | 6:4, 6:0       |
| 2006                            | Anabel Medina Garrigues | Tathiana Garbin            | 6:4, 6:4       |
| 2007                            | Ágnes Szávay            | Martina Müller             | 6:0, 6:1       |
| 2008                            | Sara Errani             | Marija Korytzewa           | 6:2, 6:3       |
| ↓ Kategorie: International ↓    |                         |                            |                |
| 2009                            | Flavia Pennetta         | Sara Errani                | 6:1, 6:2       |
| 2010                            | Kaia Kanepi             | Flavia Pennetta            | 6:4, 6:3       |
| 2011                            | Anabel Medina Garrigues | Polona Hercog              | 6:3, 6:2       |
| 2012                            | Sara Errani             | Barbora Záhlavová-Strýcová | 6:1, 6:3       |
| 2013                            | Roberta Vinci           | Sara Errani                | 6:3, 3:6, 6:3  |
| 2014 bis 2018: keine Austragung |                         |                            |                |
| 2019                            | Jil Teichmann           | Kiki Bertens               | 7:63, 6:2      |
| 2020                            | Fiona Ferro             | Anett Kontaveit            | 6:2, 7:5       |
| ↓ Kategorie: 250 ↓              |                         |                            |                |
| 2021                            | Danielle Collins        | Elena-Gabriela Ruse        | 6:4, 6:2       |
| 2022                            | Irina-Camelia Begu      | Lucia Bronzetti            | 6:2, 6:2       |
| 2023                            | Zheng Qinwen            | Jasmine Paolini            | 6:4, 1:6, 6:1  |
| 2024                            | Zheng Qinwen            | Karolína Muchová           | 6:4, 4:6, 6:2  |

### Doppel
| Jahr                            | Siegerinnen                                        | Finalgegnerinnen                                    | Ergebnis          |
| ------------------------------- | -------------------------------------------------- | --------------------------------------------------- | ----------------- |
| ↓ Kategorie: Tier V ↓           |                                                    |                                                     |                   |
| 1990                            | Laura Garrone Karin Kschwendt                      | Florencia Labat Barbara Romano                      | 6:2, 6:4          |
| 1991                            | Mary Pierce Petra Langrová                         | Laura Garrone Mercedes Paz                          | 6:3, 6:75, 6:3    |
| 1992                            | Halle Cioffi María José Gaidano                    | Petra Langrová Ana-Maria Segura                     | 6:3, 4:6, 6:3     |
| ↓ Kategorie: Tier IV ↓          |                                                    |                                                     |                   |
| 1993                            | Karin Kschwendt Natalija Medwedjewa                | Silvia Farina Brenda Schultz                        | 6:4, 7:6          |
| 1994                            | Ruxandra Dragomir Laura Garrone                    | Alice Canepa Giulia Casoni                          | 6:1, 6:0          |
| 1995                            | Radka Bobková Petra Langrová                       | Petra Schwarz-Ritter Katarína Studeníková           | 6:4, 6:1          |
| 1996                            | Janette Husárová Barbara Schett                    | Florencia Labat Barbara Rittner                     | 6:1, 6:2          |
| 1997                            | Silvia Farina Barbara Schett                       | Florencia Labat Mercedes Paz                        | 2:6, 6:1, 6:4     |
| 1998                            | Pavlina Stoyanova Elena Wagner                     | Patty Schnyder Barbara Schett                       | 6:4, 6:2          |
| ↓ Kategorie: Tier IVa ↓         |                                                    |                                                     |                   |
| 1999                            | Tina Križan Katarina Srebotnik                     | Åsa Carlsson Sonya Jeyaseelan                       | 4:6, 6:3, 6:0     |
| ↓ Kategorie: Tier IVb ↓         |                                                    |                                                     |                   |
| 2000                            | Silvia Farina Rita Grande                          | Ruxandra Dragomir Virginia Ruano Pascual            | 6:4, 0:6, 7:66    |
| ↓ Kategorie: Tier V ↓           |                                                    |                                                     |                   |
| 2001                            | Tathiana Garbin Janette Husárová                   | María José Martínez Sánchez Anabel Medina Garrigues | 4:6, 6:2, 6:4     |
| 2002                            | Jewgenija Kulikowskaja Ekaterina Sysoeva           | Ljubomira Batschewa Angelika Roesch                 | 6:4, 6:3          |
| 2003                            | Adriana Serra Zanetti Emily Stellato               | María José Martínez Sánchez Arantxa Parra Santonja  | 6:4, 6:2          |
| 2004                            | Anabel Medina Garrigues Arantxa Sánchez-Vicario    | Ľubomíra Kurhajcová Henrieta Nagyová                | 6:3, 7:6          |
| ↓ Kategorie: Tier IV ↓          |                                                    |                                                     |                   |
| 2005                            | Giulia Casoni Marija Korytzewa                     | Klaudia Jans Alicja Rosolska                        | 4:6, 6:3, 7:5     |
| 2006                            | Janette Husárová Michaëlla Krajicek                | Alice Canepa Giulia Gabba                           | 6:0, 6:0          |
| 2007                            | Marija Korytzewa Darja Kustawa                     | Alice Canepa Karin Knapp                            | 6:4, 6:1          |
| 2008                            | Sara Errani Nuria Llagostera Vives                 | Alla Kudrjawzewa Anastassija Pawljutschenkowa       | 2:6, 7:61, [10:4] |
| ↓ Kategorie: International ↓    |                                                    |                                                     |                   |
| 2009                            | Nuria Llagostera Vives María José Martínez Sánchez | Marija Korytzewa Darja Kustawa                      | 6:1, 6:2          |
| 2010                            | Alberta Brianti Sara Errani                        | Jill Craybas Julia Görges                           | 6:4, 6:1          |
| 2011                            | Sara Errani Roberta Vinci                          | Andrea Hlaváčková Klára Zakopalová                  | 7:5, 6:1          |
| 2012                            | Renata Voráčová Barbora Záhlavová-Strýcová         | Darija Jurak Katalin Marosi                         | 7:65, 6:4         |
| 2013                            | Kristina Mladenovic Katarzyna Piter                | Karolína Plíšková Kristýna Plíšková                 | 6:1, 5:7, [10:8]  |
| 2014 bis 2018: keine Austragung |                                                    |                                                     |                   |
| 2019                            | Cornelia Lister Renata Voráčová                    | Ekaterine Gorgodse Arantxa Rus                      | 7:62, 6:2         |
| 2020                            | Arantxa Rus Tamara Zidanšek                        | Elisabetta Cocciaretto Martina Trevisan             | 7:5, 7:5          |
| ↓ Kategorie: 250 ↓              |                                                    |                                                     |                   |
| 2021                            | Erin Routliffe Kimberley Zimmermann                | Natela Dsalamidse Kamilla Rachimowa                 | 6:65, 4:6, [10:4] |
| 2022                            | Kimberley Zimmermann Anna Bondár                   | Amina Anschba Panna Udvardy                         | 6:3, 6:2          |
| 2023                            | Jana Sisikowa Kimberley Zimmermann                 | Angelica Moratelli Camilla Rosatello                | 6:2, 6:4          |
| 2024                            | Alexandra Panowa Jana Sisikowa                     | Yvonne Cavalle-Reimers Aurora Zantedeschi           | 4:6, 6:3, [10:5]  |